# William Hopper
William Hopper nascido como William DeWolf Hopper Jr. (Nova York, 26 de Janeiro de 1915 - Whittier, 6 de Março de 1970), foi um ator norte-americano, mais conhecido por interpretar o detetive Paul Drake na série de televisão Perry Mason.

## Biografia
Filho do também ator DeWolf Hopper e da atriz e colunista Hedda Hopper, iniciou sua carreira ainda na adolescência como ator de tatro, na década de 1930, e dentro de pouco tempo foi para o cinema ao lado de Ann Sheridan, Ronald Reagan, Claire Trevor, John Wayne, e outros grandes atores, atuou em vários filmes na década de 1930 e 1940
Casou-se em 1940 com a também atriz Jane Gilbert, com quem teve uma filha em 1942, e acabou divorciando na década de 1960, e se casou novamente com Jeanette J. Hopper vivendo com a mesma até a data de sua morte.
Ficou famoso internacionalmente ao protagonizar o personagem Paul Drake na série de televisão Perry Mason, entre 1957 a 1966, ao lado de Raymond Burr e Barbara Hale, e em 1959 recebeu uma indicação ao Emmy Award como Melhor Ator Coadjuvante, por seu papel como Paul Drake.
Após o encerramento da série Perry Mason, ele praticamente se aposentou, mas fez uma pequena aparição em 1970, interpretando o juiz Frederic D. Cannon em “Gore Vidal´s Myra Breckinnridge”. Nesse mesmo ano foi hospitalizado com uma pneumonia avançada e morreu no dia 6 de março de 1970, aos 57 anos de idade, e foi enterrado no Rose Hills Memorial Park, em Whittier, Califórnia, Estados Unidos.